# 佳川站
佳川站（：／ Gacheon yeok */?）是京釜線與大邱線沿線的一座鐵路車站，位于韩国大邱廣域市寿城区佳川洞。

## 历史
- 2005年11月1日，落成使用[1]。

## 车站周边
- 琴湖江

## 相鄰車站
韓國鐵道公社
京釜線
鶴母－佳川－慶山
大邱線
佳川－琴江